# Mitología germánica continental
Entendemos por mitología germánica continental las creencias mitológicas precristianas de las tribus germánicas que habitaban las zonas que actualmente comprenden territorios germanoparlantes, Polonia, República Checa, el nordeste de Francia y los países del Benelux.  Se pueden distinguir los siguientes periodos:
1. Edad del Hierro prerromana (800 a. C.-Nacimiento de Cristo): En este periodo se encuentran principalmente hallazgos arqueológicos, como por ejemplo, los pantanos sacrificiales.
2. Imperio Romano (50 a. C.-450): Las principales fuentes de información son la obra Germania, de Tácito, y numerosos altares votivos.
3. Alta Edad Media (450- cristianización): Existen diversas fuentes, como inscripciones rúnicas, encantamientos y glosas.
4. Plena Edad Media y comienzos de la Moderna: Algunos numina (deidades romanas) sobreviven ocultos en la creencia popular  y las leyendas, que serían recopiladas posteriormente.  Se han podido obtener conocimientos adicionales gracias a la geografía lingüística.
5. Durante la Edad Moderna, las creencias religiosas de la mitología germánica desaparecen casi por completo.  Con Jacob Grimm comienza su investigación científica. Desde entonces, tienen lugar agrupaciones que tratan de revivir  la «Antigua Religión» (Neopaganismo, Neopaganismo Germano).

## Edad del Hierro prerromana
Gracias a los descubrimientos lingüísticos se puede concluir que en ese tiempo los nombres de las deidades principales, tales como Wodan-Odín, Ziu-Tyr, Donar-Thor y Frija-Frigg, eran comunes en el lenguaje. Sin embargo, está más allá de nuestro conocimiento saber si eran veneradas y en qué forma. En cualquier caso, entonces, los germanos realizaban sacrificios, como muestran los descubrimientos, en honor a deidades antropomórficas con forma de sencillos ídolos de madera de aspecto humano, denominados Pfahlgötzen (dioses palo). En el pantano sacrificial de Oberdorla, en el estado de Turingia, conformado como muy tarde en el siglo VI a. C., se encontró, junto a varios ídolos de madera pequeños pertenecientes a la Edad del Hierro celta, un gran ídolo de apariencia femenina con un collar de bronce. Este último fue reemplazado en torno al año 75 a. C. por dos ídolos formados con la horcadura de un árbol, uno femenino y otro fálico. En otro pantano sacrificial vecino, situado en Possendorf, también en Turingia y que data del siglo I a. C., se encontró un ídolo de madera con cabeza de mujer con dos elementos acoplados a modo de brazos que se encontraban alzados hacia el cielo. En Wittemoor, que data del siglo II a. C., en el estado de Baja Sajonia, los hallazgos presentan en cambio un par de dioses más bien abstractos con aspecto de tabla. Los descubrimientos en Dinamarca son más abundantes.

## Imperio Romano
La supuesta disolución de la resistencia celta por los romanos y sus intentos de subyugar Germania hasta el río Elba provocaron nuevos impulsos también en la religión (runas, días de la semana).  Al parecer, el pantano sacrificial de Oberdorla fue destruido a la fuerza por primera vez alrededor del año 30 a. C. Durante el periodo romano se disolvieron, según Tácito, los grupos étnicos de los hermiones, los istaevones y los ingaevones, y fueron sustituidos por grandes tribus como los francos y los alamanes. Rehenes y guerreros germanos al servicio de los romanos trajeron nuevas ideas religiosas con ellos; ejemplo de ello es el rey alamán Serapio, llamado así en honor al dios egipcio Serapis.

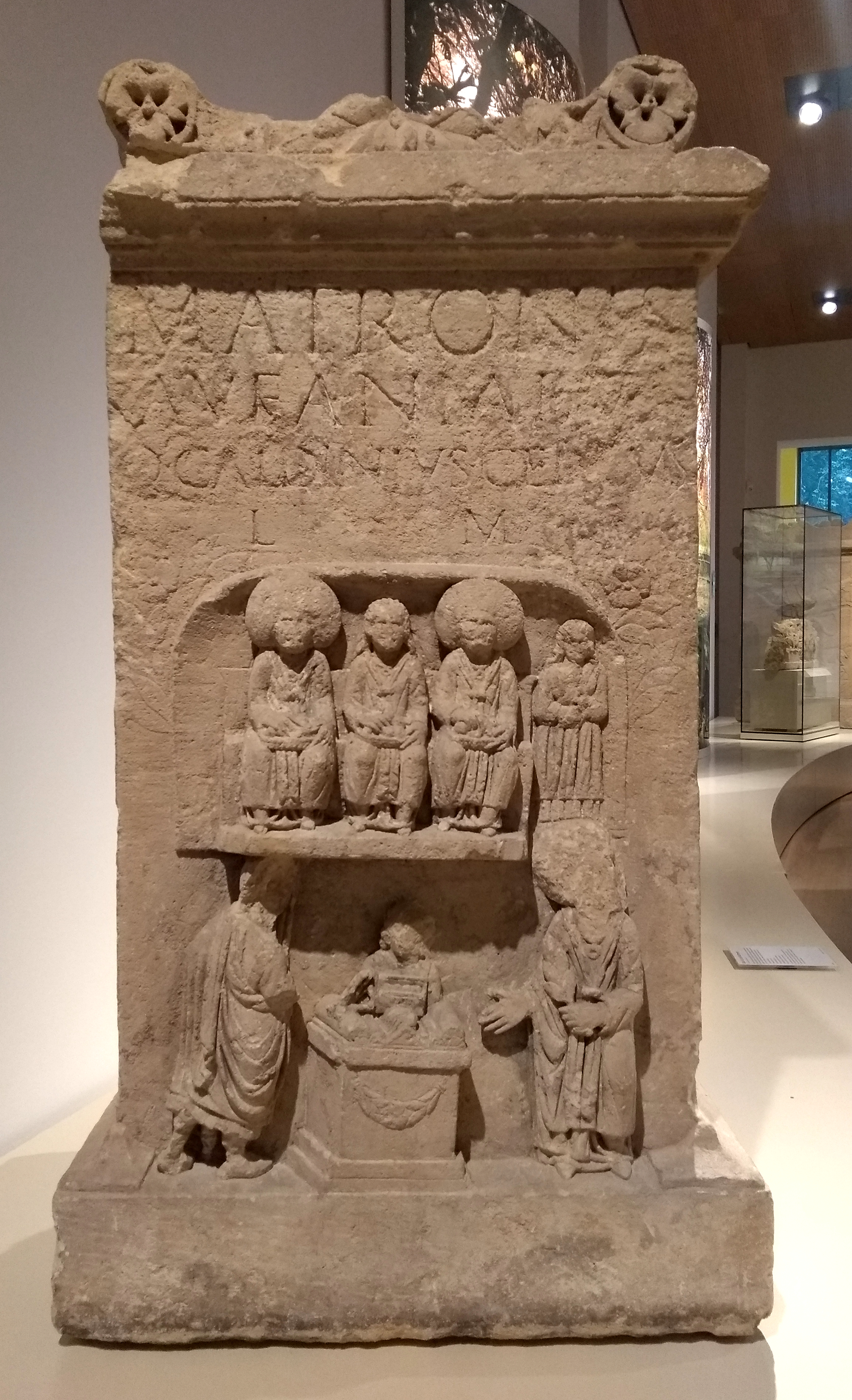
Altar de la época romana perteneciente a los Ubios localizado en Bonn

La principal fuente es Tácito, quien informa en su Germania al detalle sobre los cultos germanos. Nombró a las principales deidades siguiendo la costumbre de darles nombres romanos, como Mercurius, Mars, Hercules e Isis. Sin embargo, también conocía el culto a Nerthus, diosa de la Luna, que rendían los anglos y los varnos; describió el horrible culto del regnator omnium deus (el dios todopoderoso) de los semnones y los suevos y narró sobre cómo fueron masacrados 900 soldados romanos en el bosque frisio de Baduhenna.
Durante el Imperio Romano también se formaron los nombres que tenían los germanos para los días de la semana. Por ello se da por segura la existencia de las siguientes deidades germano-occidentales durante el periodo romano: 1) Sol: Sunna (Sól) 2) Luna: Mâno (Máni) 3) Mars: Tîw (Tyr) 4) Mercurius: Wôðan (Odín) 5) Iuppiter: Þonar (Thor) 6) Venus: Frîja (Frigg) 7) Para Saturnus no se encontró ninguna correspondencia. Hay que destacar que se equiparó al dios germano del trueno, Þonar, con el héroe y semidiós romano Hércules.
Aunque el  pantano sacrificial de Oberdorla se mantuvo prácticamente inalterado, con cambios paulatinos durante sus primeros 500 años, posteriormente vivió un periodo más convulso con multitud de destrozos. Tras la victoria de los hermunduros sobre los catos en el año 56, el santuario alcanzó un nuevo periodo de floración y en torno a ese tiempo surgieron aproximadamente 25 sacrificaderos alrededor del lago. El culto principal estaba dirigido a una triada masculina (así como a un ídolo con forma de espada) y se sacrificaban personas y reses, así como otros animales. Con la desaparición de los hermunduros en torno al año 180, se abandonó el santuario. Los nuevos habitantes de los alrededores establecieron un gran santuario rectangular  con un ídolo femenino hecho de madera,  trabajado según el arte galo-romano. Junto a este  ídolo, para el que se sacrificaban bueyes, jabalíes, ciervos y aves, también se encontró enterrada una sacerdotisa.  Al parecer, en el año 406 se destruyó la construcción debido a la migración de los pueblos. Posteriormente, existieron por poco tiempo dos santuarios con forma de barco que portaban un ídolo de madera con la cabeza en forma de semental y una diosa.
- Las deidades germánicas en la literatura antigua son Mercurius, Mars, Hercules, Isis, regnator omnium deum, Tuisto, Mannus, Nerthus, Terra Mater, Baduhenna, Tamfana y Alcis.

Los germanos que habitaban en territorio romano construyeron altares votivos de estilo galo-romano en honor a sus dioses, principalmente a diosas-madre y matronae locales. Aquí no se puede establecer una clara distinción con respecto a las deidades galas.  
- Las deidaes germánicas en inscripciones romanas (selección): Mercurius Channinus – Mercurius Cimbrianus – Mars Thingsus, junto con Alaisiagae-Hercules Magusanus y su compañera Haeva – Hludana – Requalivahanus – Nehalennia – Alateivia – Vihansa – Hariasa. – Madres: Afliae – Vatviae – Saitchamiae y muchos más.

## Alta Edad Media
Tras los turbulentos cambios del período de las grandes migraciones, los francos, de entre los merovingios, consiguieron gradualmente el poder político sobre Europa Central, que además se encontraba cada vez más y más bajo influencia del cristianismo, de manera que se inició un periodo visto de manera histórico-religiosa como una transición del paganismo germano al cristianismo, con diferente evolución en las distintas tribus. Durante un tiempo existieron ambas religiones conjuntamente y eran frecuentes las mezclas (sincretismo). La caída del Imperio Romano condujo a un empobrecimiento gradual de la cultura material.

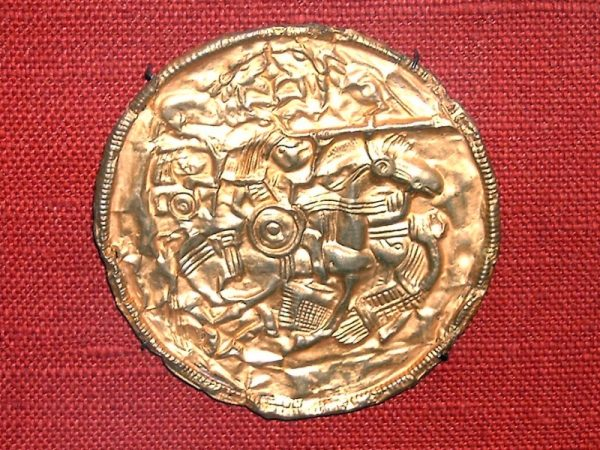
Jinete con un ser mítico en un disco alamán de Pliezhausen

Desde la segunda mitad del siglo V el santuario en el pantano sacrificial de Oberdorla existió únicamente como una valla rectangular en el lago de aquel entonces, dentro de la cual se sumergían las ofrendas. Tras la cristianización, todas las estructuras se derrumbaron,  sin embargo se siguieron realizando pequeñas ofrendas, de manera secreta, aún hasta el siglo XI. 
Las notas literarias, pese a ser escasas, son algo más variadas. Pablo el Diácono, perteneciente a los lombardos, cuenta cómo el dios padre Odín fue engañado por su esposa Frigg y este no solo concedió a los lombardos su nombre, sino también la victoria. Las runas en un broche de Nordenforf, donde se menciona a los dioses Wodan y Wigi-Þonar, muestran un hallazgo espectacular. En la misma época en la que el broche fue enterrado, el misionero irlandés Columbano de Luxeuil  fue testigo de cómo se entregaba cerveza a modo de ofrenda en honor a Odín cerca de Bregenz. Que en la abadía de Hirsau se veneraran a los dioses paganos junto al dios cristiano, no le asustó menos. Además, una ley sobre los abusos deshonestos impuesta por Carlomagno decía que estos habían sido cometidos por un hombre llamado Fricco, una clara referencia al dios fálico de la fertilidad, al que se veneraba también en el templo de Upsala en Suecia.
El segundo Encantamiento de Merseburg cuenta cómo Odín y Phol cabalgaban por el bosque y sufrieron un pequeño accidente que provocó que varias deidades fueran a ayudar. Sin embargo, únicamente los conocimientos de Odín ayudaron a poner al caballo caído de nuevo en pie. La bendición alemánica parisina contra la epilepsia comienza con un verso aliterativo que invoca al dios del trueno: «Doner diutigo diete wigo!» («Donar, amigo de confianza, poderoso»).
En  las fuentes de información de la Alta Edad Media que han llegado hasta nuestros días encontramos a los siguientes personajes:
- Deidades: Odín/Gauti – Thor – Frigg – Sól – Tyr – Irmin – Forseti – Frey – Dísir así como los nombres de Phol, Volla y Sinhtgunt, cuyo significado es desconocido y que han llegado hasta nosotros únicamente por su aparición en el segundo Encantamiento de Merseburg.
- Héroes míticos: Wieland der Schmied (Völundr) – los lombardos Ibor y Agio, así como su madre Gambara – los sajones Hathagat e Iring.
- Himinbjörg, la montaña mítica.
- Lugares literarios de culto mencionados: el roble de Thor en Hesse – Irminsul, entre los sajones – bosque de Nerthus, entre los lombardos.

Los testimonios más importantes de la época son:
- Textos: : Lombardos: Pablo el Diácono, Origo Gentis Langobardorum, Edicto de Rotario – Alemánicos: Vita Columbani, bendición parisina – Francos y Turingios: Encantamientos de Merseburg – Sajones: Abrenuntiatio Sax, Viduquindo de Corvey, Rodolfo de Fulda – Frisios: Vita Willibrordi.
- Inscripciones rúnicas: Norderndorf – Pforzen – Balingen – Schretzheim.
- Bracteatos: ·        Daxlanden – Welschingen – Aschersleben – Obermöllern.

Aunque los Godos figuren entre los germanos del Este, se incluirán aquí igualmente. Deidades: Gapt (Gauti) – Ansis (Æsir) – Dounabis (Danubio).  Fuentes de información: Jordanes, Anillo rúnico de Pietroassa – röm.
Véase también las deidades germánicas del sur en la tradición de la Alta Edad Media.
Palabras de la Cosmología y la Escatología: Tierra y cielo: ahd. ero 7 ufhimil, as. ertha endi uphimil, got. airþa jah himins; Tierra como hogar de los hombres: ahd. mittigart, as. middilgart, got. midjungards; Inframundo: : ahd. hellea, as. hellia, got. halja; Fin del mundo: ahd. muspilli, as. mutspelli.  Como testimonios literarios anteriores se encuentran la Plegaria de Wessobrunner (Cosmogonía) y el Muspilli ,escrito en verso aliterativo (Escatología).
Las leyendas heroicas basadas parcialmente en personajes históricos como Atila, Teodorico el Grande, Hildebrand, los Nibelungos, Gibicho, Gunthari y Waltharius Manufortis, no pertenecen de forma directa a la mitología.

## Figuras femeninas en la creencia popular de la Edad Media
En la Edad Media y a principios de  la Moderna, se contaban leyendas sobre numina femeninas en toda el área de habla germana. En el sur de Alemania, cierta numen era conocida como  Perchta, aunque en Alemania Central ésta tenía el nombre de Frau Holle y en el Norte se la conocía con diversos nombres como Frau Herke, Harre, Frau Frick(e), Frau Gode o Wode. Incluso en tiempos cristianos, las mujeres, en particular, les realizaban pequeñas ofrendas. La Iglesia luchó de manera enérgica contra estos actos y los definió como superstición.
Según las leyendas e historias, estas numina aparecían especialmente en los Doce Días de Navidad y controlaban si durante ese tiempo se cumplía la prohibición de hilar. Además, castigaban a las hilanderas perezosas enredando sus ruecas. Estas figuras castigaban el incumplimiento de los mandamientos alimentarios en las fiestas, pero también la falta de higiene y la desobediencia de los niños; a los que consideraban culpables les rajaban el vientre, les sacaban lo que habían comido y lo reemplazaban con basura o cualquier otro desperdicio.
También eran responsables de la fertilidad de las tierras,  se ocupaban de dar buenas cosechas,  hacer que lloviera y que nevara. Así mismo,  se contaba que Frau Holle regalaba pasteles, flores o comida y ayudaba a mujeres y niñas en particular; también les deseaba que tuvieran un buen año y que estuvieran sanas y fértiles. 
Según la creencia popular, en algunas otras leyendas se creía que eran portadoras de niños (al igual que la cigüeña en la creencia popular actual) o que ellas mismas se encargaban de guiar las almas de los niños que habían muerto sin estar bautizados.
Erika Timm, profesora de filología alemana en la Universidad de Tréveris, ha analizado numerosos testimonios sobre estas creencias populares. Así, ha comprobado con seguridad que Frau Holle y Frau Percht aparecían de manera escrita ya en el siglo XIII, y hasta es posible que incluso en el XI. Además, con el método de la geografía lingüística pudo averiguar que estas figuras deben remontarse como mínimo hasta la segunda mutación consonántica, que tuvo lugar en el siglo VII.
Parte de que el nombre «Holle», muy parecido a «die Huldvolleۛ» (la misericordiosa) era el principal sobrenombre de la diosa germánica Frigg. El nombre de Holle se desvinculó del de Frigg tras la cristianización, entre otros motivos, porque entonces no era conveniente decir el nombre de una deidad pagana, ya que esto se sancionaba como idolatría. 
Según el mismo modelo, en las zonas del sur de Alemania y de los Alpes se descubrió que Perchta (la brillante) era otro sobrenombre con el que se conocía a Frigg, con la peculiaridad de que, además, en esta figura confluían las creencias religiosas del pueblo celta de los nóricos. 
En el norte de Alemania la situación era más complicada. El Ducado de Sajonia era el epicentro de la fe de Odín en tiempos precristianos. En las regiones que posteriormente serían Schlesswig-Holstein y el norte de Baja Sajonia Odín se hizo con muchas funciones de otros dioses, también así con el control de la sala de hilado, encargado de que se cumpliera la prohibición de hilar, durante los Doce Días de Navidad, que en otros lugares seguía siendo el refugio de los numina femeninos. Por ese motivo, las numina son desconocidas allí. Después  Frau Wode/Gode surge un poco más al sur, que, evidentemente, también se trata de la diosa Frigg, que era la mujer de Odín. Bien es cierto que perdió su nombre, pero es reconocida como una figura femenina. Todavía más al sur fue conocida como Frau Herke/Harre por las correspondientes creencias religiosas. Este nombre proviene, según la opinión de Erika Timm, de Hellekin, el jefe de Cacería Salvaje (Wilden Jagd), por lo tanto, también de Odín (Wodan). En tres pequeñas áreas separadas unas de otras, Frigg era conocida bajo su auténtico nombre.
Los cuentos sobre las numina mencionados arriba se transmitieron principalmente en las salas de hilar, pues era casi el único lugar en el que las mujeres y las niñas podían comunicarse entre ellas sin que nadie las interrumpiese. En las regiones en las que las salas de hilar no eran comunes,  se perdió la fe en esas figuras relativamente temprano.

## Edad Moderna
Contexto: Tras finalizar la cristianización,  las creencias mitológicas antiguas sobrevivieron en la creencia popular y apenas se puede hablar de una mitología nativa. Cuando se dio a conocer la colección nórdica de canciones sobre los dioses, llamada Edda, se despertó en Alemania interés por una «mitología alemana», la cual Jacob Grimm investigó en profundidad. Su trabajo, dividido en tres tomos, no solo sienta las bases de la investigación de la religión anglosajona y del sur de Alemania moderna, sino también determina el interés y la fantasía de los artistas y románticos alemanes

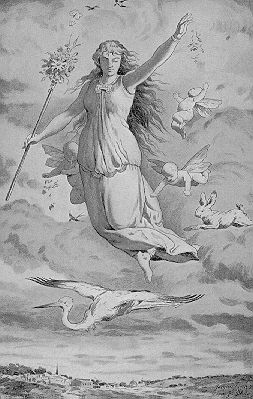
Ostara

La todavía joven  investigación postulaba otros dioses conocidos como Ostara o Hertha. Estos tienen en parte su origen en el folclore (Hulda, Berchta, Fricka), interpretaciones erróneas y malinterpretaciones de inscripciones antiguas (Hertha, Fosta) o en el sincretismo con personajes de la mitología eslava (Siwa). Con el tiempo, esas figuras desaparecieron de los trabajos científicos.
Con la aparición del Romanticismo y posteriormente el nacionalismo se desarrollaron unas nuevas creencias mitológicas gracias en parte a los artistas. Es por ello que la mitología wagneriana no tiene mucho en común con la mitología germánica antigua, pese a que en las obras del músico Richard Wagner aparecen deidades y héroes germánicos como modelo. Sin embargo, también pintores y otros artistas se sintieron estimulados por la mitología alemana. Incluso el sicólogo Carl Gustav Jung escribió un ensayo en 1936 titulado Wotan y trabajó mucho tiempo junto al indólogo Jakob Wilhelm Hauer, fundador del Movimiento de la Fe Alemana. Sin embargo, debido a la situación política en Alemania, Jung dejó de trabajar con Hauer.
Más desconcertante es el desarrollo de las corrientes neopaganas, las que a menudo acogen todo en su ideario de manera acrítica. Aunque el nombre de las deidades neopaganas tiene un tono oscuro, la naturaleza y las plegarias que se atribuyen a sus dioses surgen de «románticos», quienes querían contraponer a la alegre y variada mitología griega una «mitología alemana». No es raro que se les relacione con ideas (neo-) nacionalsocialistas. Es llamativo además que muy a menudo las deidades germánicas y celtas se mezclen unas con otras.
La diosa Ostara representa un típico y bien estudiado objeto.
- Figuras de la mitología germánica de Richard Wagner en El Anillo del Nibelungo: Wotan, Fricka, Freia, Froh, Donner, Erda, Loge.
- Pseudodeidades no probadas históricamente: Allemann Hercules, Biel, Cisa, Fosta, Hama, Hertha, Jecha, Krodo, Lollus, Ostara, Reda, Reto, Ricen, Satar, Siwa, Stuffo, Teut, Thisa y muchas más.